# Rossana Di Lorenzo
Rossana Di Lorenzo (ur. 4 marca 1938 w Rzymie, zm. 13 sierpnia 2022 tamże) – włoska aktorka.

## Życie i kariera
Urodziła się w Rzymie w 1938 roku, była siostrą aktora Maurizio Arena, zadebiutowała w roli głównej w 1970 roku, grając żonę Alberto Sordiego w filmie Pary. Aktywna od około dwudziestu pięciu lat, grała między innymi u: Ettore Scola, Vittorio Gassman, Mauro Bolognini, Luigi Zampa i Carlo Vanzina. W 1983 roku została nominowana do nagrody David di Donatello dla najlepszej aktorki drugoplanowej za rolę w filmie Bal Scoli.
Zmarła 13 sierpnia 2022 roku w wieku 84 lat.

## Wybrana filmografia
- 1970: Prezes klubu piłkarskiego Borgorosso, jako kucharka
- 1970: Pary, jako Erminia Colonna
- 1974: Z miłości do Ofelii, jako Iris
- 1975: Flic Story, jako Marie
- 1975: Africa Express, jako Mitzy
- 1976: Dziedzictwo Ferramonti, jako Matilde
- 1977: Taxi Girl, jako Ornella
- 1979: Dzikie łoża, jako właścicielka sklepu spożywczego
- 1983: Przerwa świąteczna, jako Erminia Marchetti
- 1983: Bal, jako paląca pani
- 1995: Zabójca to ten z żółtymi butami, jako Rossana